# Santiago Cuautlalpan
Santiago Cuautlalpan, eller bara Cuautlalpan, är en ort i Mexiko, tillhörande kommunen Tepotzotlán i delstaten Mexiko. Santiago Cuautlalpan ligger i den centrala delen av landet och tillhör Mexico Citys storstadsområde. Orten hade 9 786 invånare vid folkräkningen 2010, och är näst största ort i kommunen sett till befolkning.